# Casa de los Tiros
La Casa de los Tiros és un immoble al carrer Pavaneras al barri del Realejo, a la ciutat espanyola de Granada, comunitat autònoma d'Andalusia. El seu nom és degut a les peces d'artilleria que hi ha als seus merlets. És la seu del Museu Casa de los Tiros de Granada.

## Història
Va ser construïda al segle xvi a semblança dels palaus granadins de l'època i adquirida per Gil Vázquez de Rengifo, comanador militar de Montiel i un dels cavallers que van participar en la guerra de Granada al costat dels Reis Catòlics. La casa va formar part de la muralla del barri dels Alfareros, d'aquí el seu aspecte de fortalesa militar. De l'edifici original només es conserva la torrassa, entorn de la qual s'ha anat construint posteriorment.
Els primers propietaris de la casa van ser els Granada Venegas, llinatge que comença amb Pedro de Granada (Cidi Yahya) noble descendent de Yusuf IV i fill de l'infant de l'Almèria i alcaide de Basa, es va reconvertir al cristianisme. Es va casar amb la seva cosina Cetti Meriem, que va canviar el seu nom pel de María Venegas una vegada reconvertida al costat del seu marit, començant amb aquesta unió el llinatge dels Granada-Venegas.
La casa ha pertangut fins a 1921 als marquesos de Campotejar, títol que li va ser atorgat a la família Granada-Venegas en reconeixement dels serveis prestats a la corona. Després d'un llarg plet mantingut amb ells (des del segle xviii al xx), va passar a les mans de l'Estat.

## Arquitectura

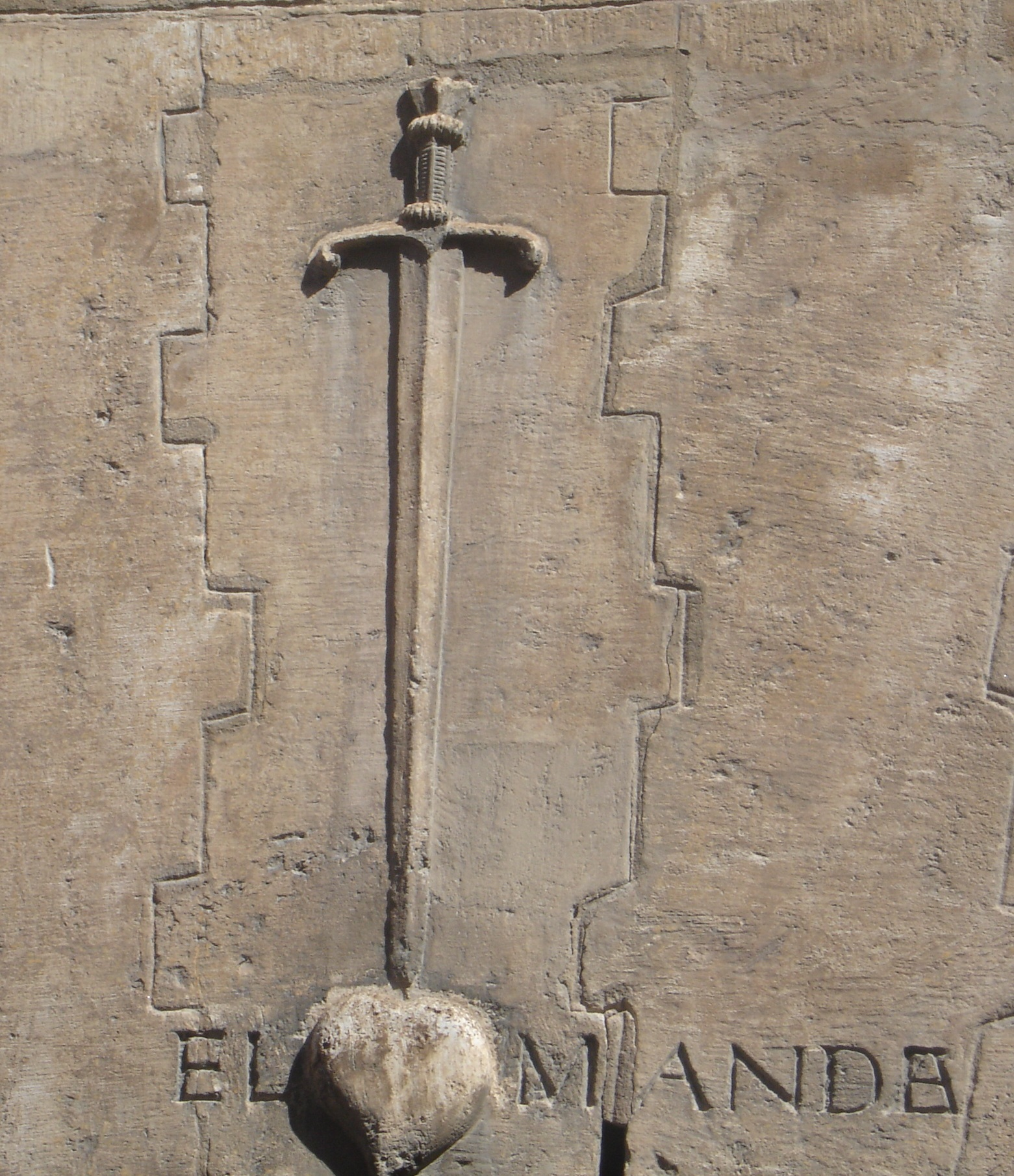
Lema de la Casa de los Tiros

La façana de la torre, perquè tal és la forma de l'edifici, de carreus i decorada per cinc escultures sobre consoles, que representen a Hèrcules, Teseu, Mercuri, Jàson i Hèctor. Els herois estan representats en actitud de disposició a entrar en batalla en qualsevol moment. Tenen els peus separats per aconseguir major estabilitat, les espatlles redreçades i la vista enfocada fixament a la llunyania. Les figures són en grandària natural i atès que la façana de l'estret edifici de tres pisos manca d'altres elements decoratius, la seva virilitat i bel·licositat causen una gran impressió.
En la façana s'obre una gran porta de llinda del segle xvii i sobre aquesta hi ha tallada una espasa que perfora un cor. Hi ha inscrit el següent lema:
| « | El (corazón) manda | » |

Hi ha dos balcons i tres baldes de bronze, subjectes per cors a manera de claus que les subjecten, on pot llegir-se:
| « | El corazón manda! Gente de guerra, exercita las armas. El corazón se quiebra cual aldaba llamándonos a la batalla y Aldabadas son las que da Dios y las siente el corazón | » |

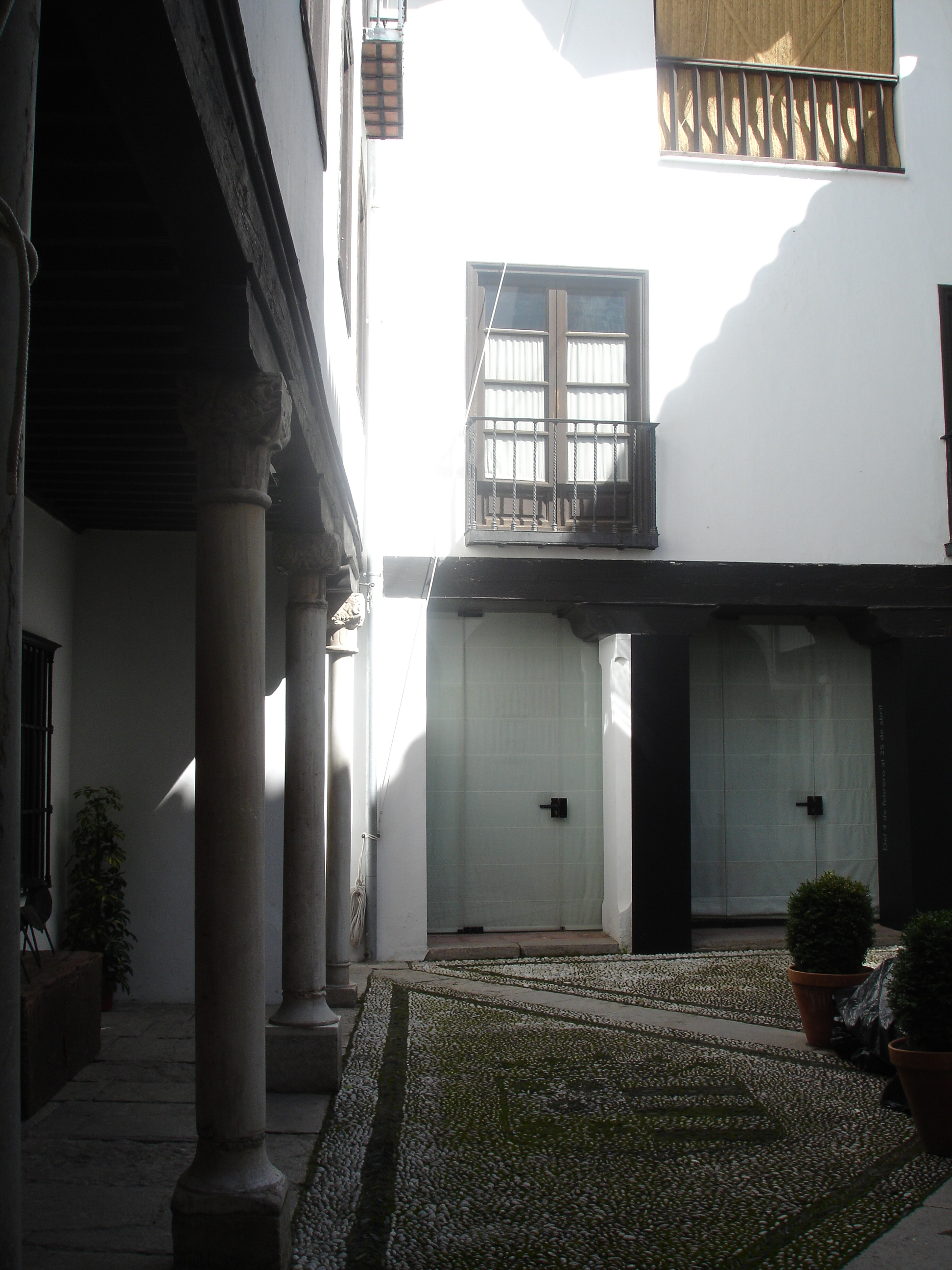
Pati de la Casa de los Tiros

- El vestíbul, de gran alçada, ocupa la part baixa de la torre, cobert per un sostre de fusta pla amb grans bigues recolzades en sabates gòtiques. Entre les bigues, hi ha pintures policromades d'animals mitològics i feres lluitant.
- El pati, de formes senzilles, amb parets emblanquinades, i a l'estil musulmà amb una petita font al mig i columnes nassarites.
- L'escala principal moderna, datada del segle xviii i culminada amb volta amb finestres, dona pas a la planta superior, i decorada amb una col·lecció procedent del Generalife de retrats dels reis espanyols de la Casa d'Àustria realitzats pels retratistes de la Cort, còpies efectuades durant els segles xvi i xvii.
- L'escala que era la principal al segle xvi, conté decoració pictòrica mural, representant a les virtuts: Caritat, Esperança, Justícia i una Immaculada.

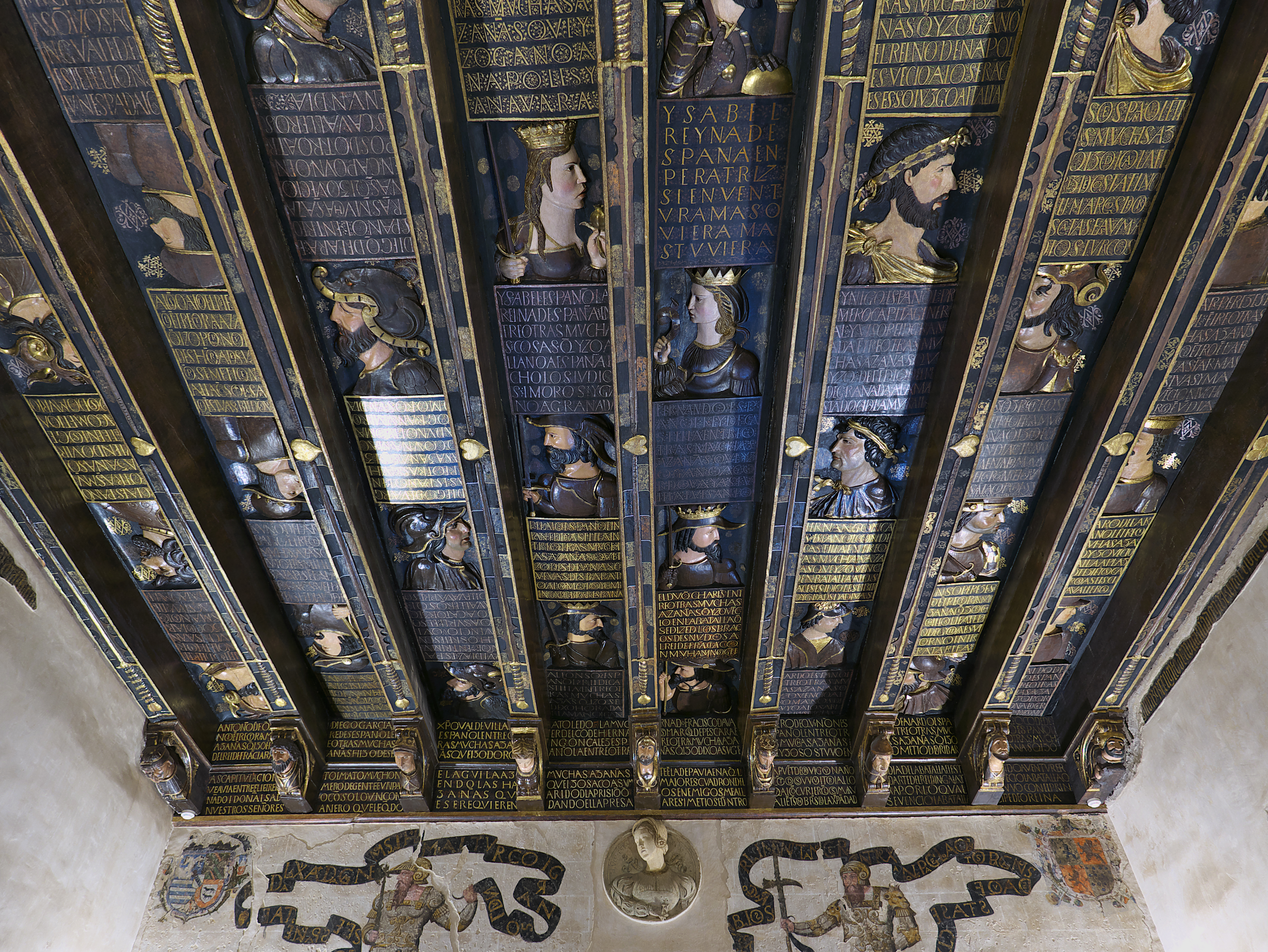
Treginat de la Cuadra Dorada

- En la part posterior de l'edifici hi ha el petit jardí, tan típic de les construccions granadines, on hi creixen xiprers, parterres de boneters, magraners, tarongers i murtes. Compta amb una font i un estany, així com busts i escultures. Treginat de la Cuadra DoradaAlguns dels seus arbustos tenen noms, en haver estat plantats per intel·lectuals de l'època, com és el cas d'un llorer que va plantar Elena Martín Vivaldi.
- La Cuadra Dorada, la sala més emblemàtica de l'edifici, amb embigat renaixentista que decora el seu sostre i pintures murals. El seu nom fa referència a l'abundància de reflexos daurats del seu treginat. Format per grans taulons amb baixos relleus i textos, recolzats en grans bigues i capçals amb formes de personatges històrics, representant un tauler d'escacs, sent una mostra d'aquells que van lluitar per aconseguir la unitat d'Espanya, descrivint sota cadascun les gestes que els van fer famosos. Hi ha Alaric, Ermenegild, Recared, Alfons V, López de Mendoza, així com els Reis Catòlics artífexs d'aquesta unitat i Carles I de Castella, que la va elevar a categoria d'Imperi, i Isabel de Portugal. Els frescs a les parets representen a herois i guerrers, i hi ha quatre tondos amb les figures en relleu d'heroïnes de l'antiguitat clàssica.

## El museu
El museu va anar creixent amb obres com dibuixos, gravats, litografies, fotografies, plànols, peces d'artesania local com a fangs, fanals, teixits, fons bibliogràfics de temàtica granadina, de viatges, publicacions seriades, fullets, cartells o periòdics, donats per particulars que conformen els fons d'aquest museu.
Està organitzat en diverses sales:
- Sala I. El paisatge: mostra de diferents representacions tant gràfiques com a literàries de la ciutat de Granada.
- Sala II. L'Orientalisme (I): Tema predilecte del Romanticisme.
- Sala III. L'Orientalisme (II): Representació del concepte de l'oriental, que aconseguiria el seu major auge al segle xix. Llibres de viatges que difonen el gust per l'exòtic i l'edat mitjana, convertint a la ciutat de Granada en la meta i cerca d'aquests valors, en ser una ciutat on conflueixen l'oriental amb l'occidental, sent referent per a poetes, pintors, músics i escriptors de la talla de José Zorrilla[5] que va convertir el seu poema Granada en un dels més importants poemes orientalistes referents del Romanticisme.[6] Un altre factor mostrat és el naixement dels estudis orientalistes, amb figures com Francisco Javier Simonet, Leopoldo Eguilaz i Yanguaz, Mariano Gaspar, Miguel Lafuente Alcántara, Antonio Almagro Cárdenas i la creació de la Societat Històrica i Filològica d'Amics de l'Orient i la recuperació de l'Alhambra, incorporant-se les primeres teories sobre conservació.
- Sala IV. Els viatgers: Gràcies al seu ric passat cultural i a la seva proximitat geogràfica, pel seu aspecte d'un altre temps i pel seu passat islàmic, la ciutat de Granada es converteix un lloc a visitar a la fi del segle xix, doncs l'Alhambra i la resta de la ciutat, que encara conservava el seu antic urbanisme, es van convertir en un dels grans mites del Romanticisme. Alguns d'aquests viatgers eren escriptors o pintors, divulgadors de Granada per tot Europa a través dels seus relats, els seus gravats o litografies. Es recrea l'ambient que dites viatgeres podien trobar en arribar a la ciutat.
- Sala V-VI. Arts industrials: Mostres de la ceràmica de Fajalauza, produïda al barri de l'Albaycín,[7] i petites escultures, popularment cridades barros destinades als viatgers i a la burgesia granadina.
- Sala VII. El costumisme: El costumisme del segle xix es va centrar en tipus populars com bandolers, venedors, i, sobretot, gitanos del Sacromonte, ja que era un barri que resultava especialment atractiu als viatgers i escriptors de l'època. Granada era una zona perifèrica i molt poc modernitzada i a causa que va esdevenir una destinació ineludible, les seves gents també es van fer famoses en llibres, pintures, fotografies i gravats, encara que la imatge transmesa no era una visió de la realitat, sinó una visió molt més romàntica.
- Sala VIII. De trànsit: Es presenten algunes de les figures granadines claus del segle xix.
- Sala IX. Sala Isabelina: una recreació ambiental del període isabelí, incorporant butaques, catifes o mobiliari isabelí, convertint-la en una sala d'època.
- Sala X. Dona granadina: la presència femenina a través d'una col·lecció d'olis, bàsicament retrats de dona, dels quals destaquen el tractament donat a la indumentària dels seus protagonistes. Destaquen Dona amb lloro, de Joaquín de la Rosa, datat de 1839, o Dona del vestit verd de José González de 1851. També compta amb una col·lecció literària de tradicions on la dona granadina és la protagonista, destacant la revista de la burgesia Mare de Família, les biografies d'Eugènia de Montijo o de Mariana Pineda o fotografies com la d'Emilia Llanos. També es mostren associacions artístic-literàries, com El Liceo o La Cuerda Granadina.
- Sala XI. Grans esdeveniments: el periodisme va ser l'eix de la comunicació del segle xix. Els periòdics són el patrimoni més ric d'aquest museu, per la qual cosa es converteix en aquesta sala en el principal protagonista. El Defensor de Granada o El Loco Constitucional són algunes de les mostres que hi ha. Els temes més importants que denuncien són la pobresa, l'analfabetisme o la mala situació sanitària de la ciutat i es converteixen en motors de les reivindicacions de modernitat tan demandades en aquesta època.
- Sala XII. Sala de les festes: Mostra de les festes grans de Granada i de les de barri. El fenomen del cartellisme queda patent en aquesta sala. Corrides de toros, programes de mans, textos i gravats de la tradició de les festes de la ciutat i el creixent paper de la fotografia de reportatge. També es pot veure una peça singular, eix de la festa gran del Corpus i que és coneguda com la Tarasca.[8]